# Murata Harumi

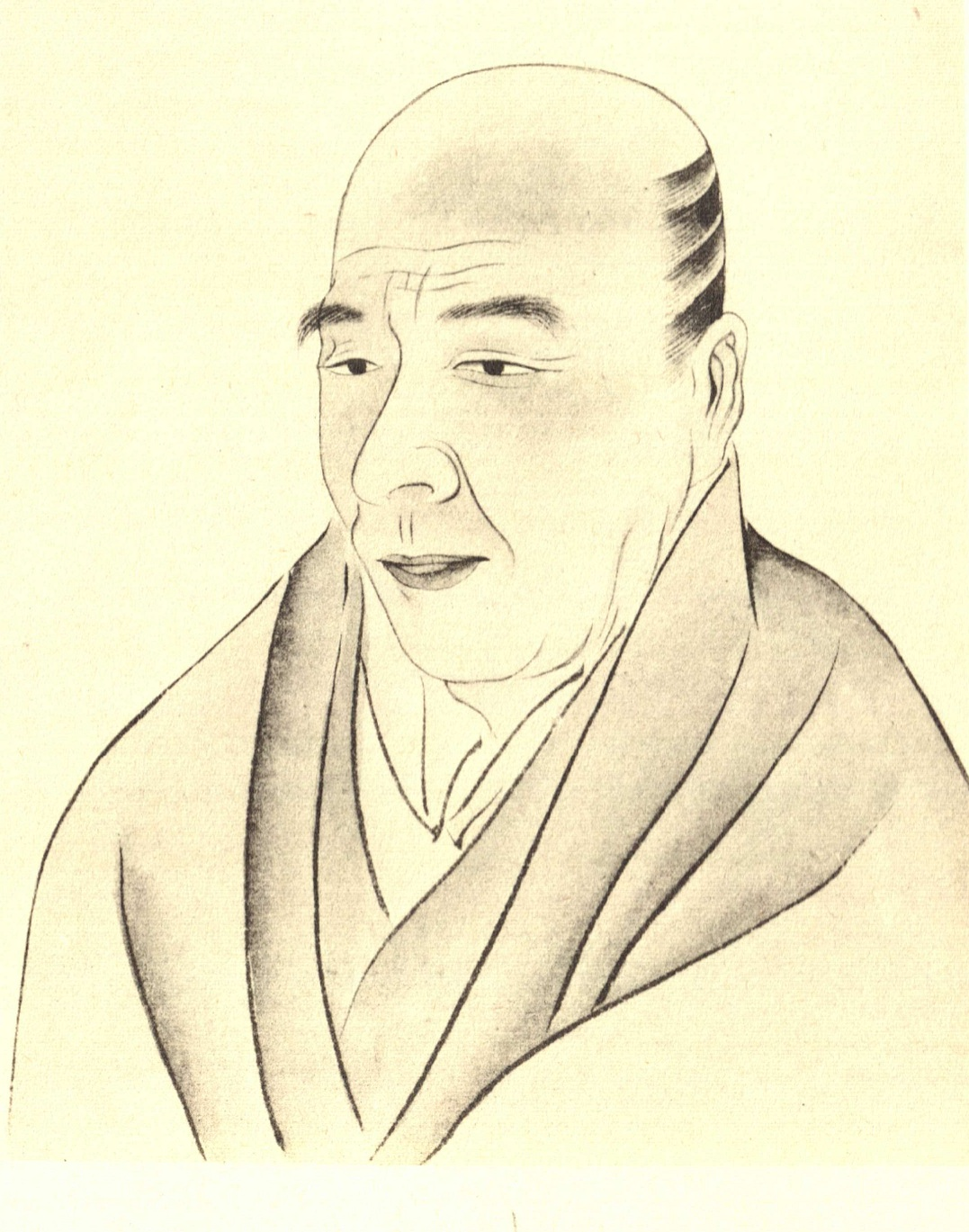
Porträt Murata Harumis von Tani Bunchō

Murata Harumi (jap. 村田 春海, Murata Taira; Nishigorinoya; * 1746; † 7. März 1812) war ein japanischer Kokugaku-Gelehrter und Dichter.

## Leben und Wirken
Der zweite Sohn eines Fischhändlers war Schüler von Kamo no Mabuchi, studierte chinesische Literatur bei Hattori Chūei, Udono Shinei und Minagawa Kien und trat auch selbst als Dichter hervor. Nach dem Tod seines älteren Bruders übernahm er das Unternehmen der Familie und wurde zu einem der jūhachi daitsū (十八大通, „Achtzehn Großen Männer“), der Gruppe der erfolgreichsten Geschäftsmänner Edos. 
Sein aufwändiger Lebensstil führte zum Ruin des Familienunternehmens. In der Folgezeit setzte Harumi seine Kokugaku-Studien mit Unterstützung von Katō Chikage und Matsudaira Sadanobu fort und wurde zu einem gesuchten Lehrer, zu dessen Schülern u. a. Kiyomizu Hamaomi, Kishimoto Yuzuru, Shimizu Hamaomi und Oyamada Tomokiyo zählten. Mit seinem Freund Katō Chikage gehörte er zu den führenden Vertretern der Edo-Schule des Kokugaku (Edo-ha). Er verfasste literaturwissenschaftliche Schriften, darunter Wagaku taigai (Große Untersuchung der japanischen Literatur), Gojūon bengo (Abhandlung über die fünfzig falschen Lesarten) und Nishigorinoya zuihitsu (Nishigorinoyas Essays).